# Wilson Irvine

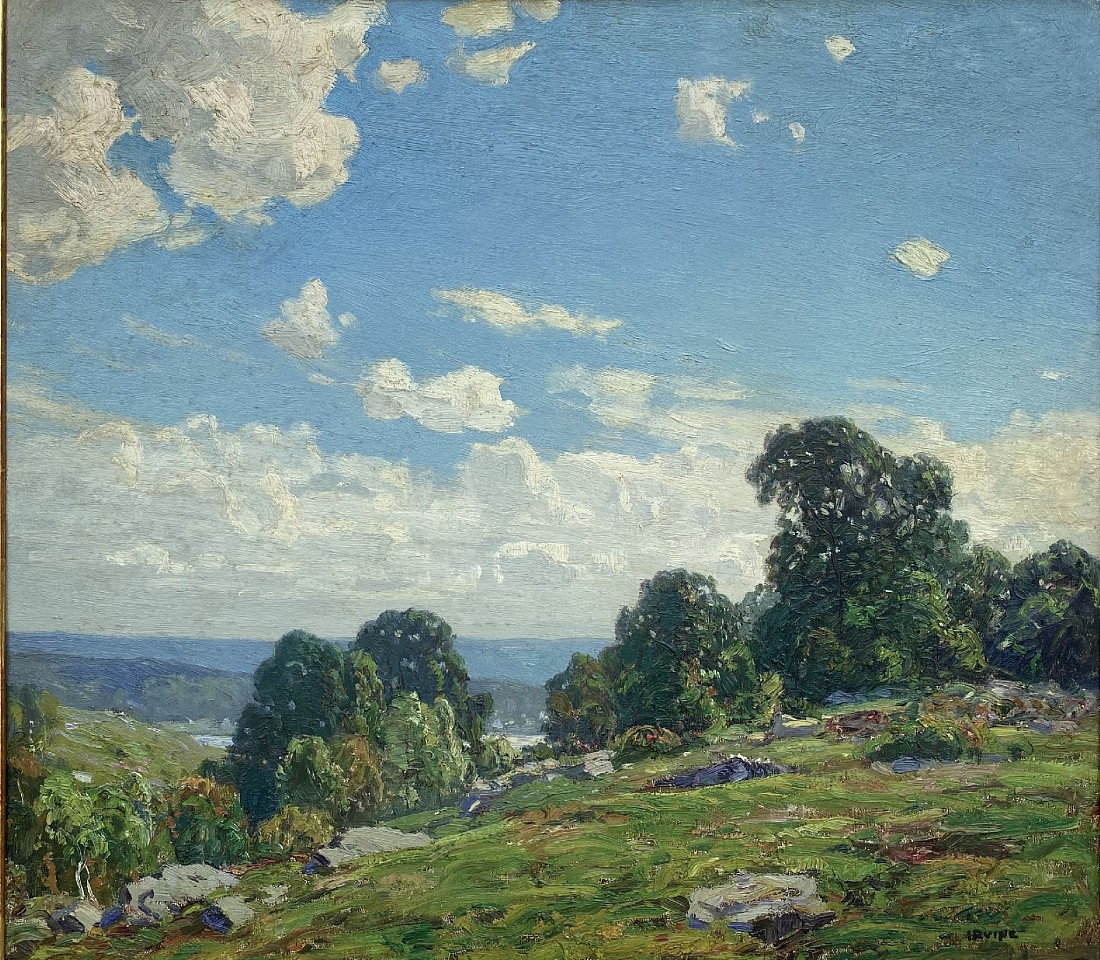
Summer in Lyme. The Cooley Gallery, Old Lyme, Connecticut

Wilson Henry Irvine (* 28. Februar 1869 in Byron, Illinois; † 25. August 1936) war ein amerikanischer Maler des Impressionismus und wird der American Barbizon School zugerechnet. Er war eng mit der von Florence Griswold geleiteten Künstlerkolonie in Old Lyme, Connecticut, verbunden. Irvine malte auch in Europa.

## Leben
Wilson Irvine zeigte schon früh eine Begabung für das Zeichnen und arbeitete in seinen späten Teenagerjahren mit der Airbrush-Technik. Er war zunächst in der Werbebranche tätig, bevor er sich 1895 für Abendkurse am Art Institute of Chicago einschrieb. Um 1900 stellte er Landschaftsbilder aus und engagierte sich in der Chicagoer Kunstszene als Gründungsmitglied des Palette and Chisel Club und der Cliff Dwellers.
Von 1914 bis 1917 verbrachte Wilson Irvine seine Sommer in Old Lyme, Connecticut, wo er Teil der dortigen Künstlerkolonie wurde. Die Zeit, die er in der Nähe von Old Lyme verbrachte, hatten Irvine offenbar davon überzeugt, dass er hier das ganze Jahr über produktiv arbeiten konnte. Die Künstlerkolonie von Old Lyme hatte sich um die Jahrhundertwende zunächst um den Tonalisten Henry Ward Ranger (1858–1916) gebildet. Sie wurde dann von Childe Hassam (1859–1935) und Willard Metcalf (1858–1925) beeinflusst, die dort im Griswold House lebten – Hassam von etwa 1903 bis 1907 und Metcalf von 1905 bis 1907. Beide stellten danach weiterhin mit der losen Gruppe aus, Metcalf bis 1909 und Hassam bis 1912. 1914 wurde die Lyme Art Association gegründet, und Wilson Irvine nahm an ihrer ersten Ausstellung teil. Als aktives Mitglied stellte er dort bis zu seinem Lebensende aus.

## Werk

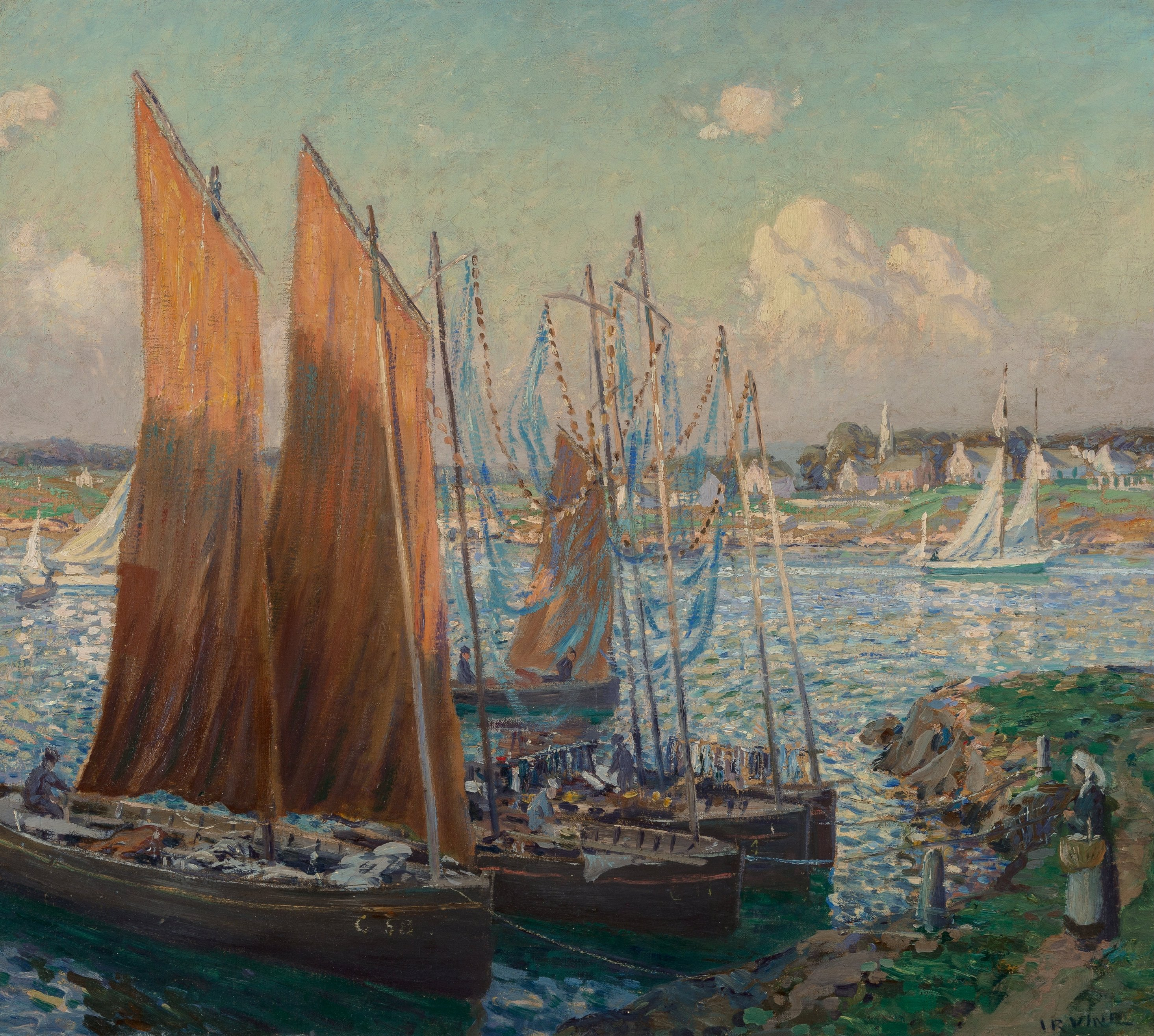
Summer Day at the Harbor

Wilson Henry Irvine war ein produktiver Maler, der für seine stimmungsvollen Landschaften bekannt war. Seine Werke fangen oft die natürliche Schönheit Neuenglands ein und zeichnen sich durch einen virtuosen Umgang mit Licht und Farbe aus.  